# Regntid
Regntid er en betegnelse for den periode hvor hovedparten af årets nedbør falder.
Indtræffer almindeligvis en til to gange om året i tropiske og subtropiske områder, hvorefter den afløses af en mere tør periode.
- Wikimedia Commons har flere filer relateret til Regntid

| Artikelstump | Spire Denne meteorologi eller vejr-relaterede artikel er en spire som bør udbygges. Du er velkommen til at hjælpe Wikipedia ved at udvide den. |